# 聖公會科克、克萊恩暨羅斯教區
聖公會科克、克萊恩暨羅斯教區（英語：United Dioceses of Cork, Cloyne, and Ross）是聖公會愛爾蘭教會都柏林教省下面的一個教區。
教區位於科克郡，原為三個獨立的教區，最終在1835年合併至今。
教區在科克、克萊恩和羅斯都有座堂。現任教區主教為保羅．科爾頓。